# سانجانا سنگهی
سانجانا سنگهی (به انگلیسی: Sanjana Sanghi) (زاده ۲ سپتامبر ۱۹۹۶) بازیگر هندی است.
از کارهای معروف او می‌توان به بازی در فیلم سپر ملی اشاره کرد.

## فیلم‌شناسی
فهرست برخی از فیلم‌هایی که سانجانا سنگهی در آن‌ها به ایفای نقش پرداخته‌است:
- راک استار (۲۰۱۱)
- بارها نگاه کن (۲۰۱۶)
- مدرسه هندی (۲۰۱۷)
- بازگشت علاف‌ها (۲۰۱۷)
- دل بیچاره (۲۰۲۰)
- سپر ملی (۲۰۲۲)
- دهک دهک (۲۰۲۳)